# RMS Britannia
El RMS Britannia fue inicialmente un transatlántico británico de la British and North American Royal Mail Steam Packet Company, posteriormente conocida como Cunard Line. Fue botado el 5 de febrero de 1840, en el astillero de la Robert Duncan & Company en Greenock, Escocia.
Este barco y sus gemelos, Acadia, Caledonia, y Columbia, fueron los primeros barcos construidos para dicha compañía.
En junio de 1852 fue transferido a la Armada prusiana y utilizado como barco cuartel en Danzig, siendo rebautizado como SMS Barbarossa. En mayo de 1880 fue dado de baja de la Marina Imperial alemana y en julio de 1880 fue hundido como barco objetivo.

## Características generales
El Britannia era un barco grande para la época, de 207 pies (63,1 m) de eslora máxima (LOA) y 34 pies (10,4 m) de manga, con tres mástiles y casco de madera. Contaba con ruedas de paletas y su motor de dos cilindros de leva lateral (ideado por Robert Napier), propulsado por carbón, tenía una potencia de unos 740 caballos de fuerza indicados (ihp) con un consumo de carbón de unas 38 t diarias. Relativamente rápido para la época, su velocidad habitual era de unos 8,5 nudos (15,7 km/h; 9,8 mph), pero podía superarla si los vientos y las corrientes eran favorables. Tenía un arqueo de 1 154 toneladas burthen. También se concibió, como buque comercial, la capacidad de alojar a 115 pasajeros, siendo su tripulación de 82 personas.[3]
En su viaje inaugural, iniciado el 4 de julio de 1840, zarpó de Halifax, Nueva Escocia, desde Liverpool, Inglaterra, en 12 días y 10 horas, continuando hasta Boston, Massachusetts. El Britannia transportó numerosos tipos de carga junto con sus pasajeros. La carga incluía 600 toneladas de carbón; correo para cruzar el Atlántico; ganado para alimento y leche; y gatos para controlar la población de ratas. Iban 115 pasajeros y 82 tripulantes a bordo.[4]
Su primer viaje de regreso de Halifax a Liverpool se realizó en poco menos de 10 días a una velocidad promedio de unos 11 nudos (20 km/h), estableciendo un nuevo récord en dirección este que perduró hasta 1842.[5]
La clase quedó completada con el Acadia, en agosto de 1840, el Caledonia en octubre de 1840 y el Columbia en enero de 1841, cada uno construido por un astillero diferente.[2] Los cuatro barcos tenían capacidad para 115 pasajeros y 225 toneladas de carga. El salón comedor era una larga caseta situada en la cubierta superior y también contaba con un salón exclusivo para damas. El precio del pasaje a Halifax era de 35 guineas (2964 libras esterlinas en 2015)[6], que incluía vinos y licores, además de servicio de comidas.[7]
En enero de 1842, Charles Dickens y su esposa viajaron a Estados Unidos a bordo del Britannia. Debido al mal tiempo, estuvo mareado durante la mayor parte del viaje y regresó a casa en un velero.[9]

## Servicio en Alemania
En marzo de 1849, Cunard lo vendió a la confederación alemana revolucionaria y lo rebautizó como SMS Barbarossa. Contaba con nueve cañones y fue el buque insignia de la Reichsflotte al mando de Karl Rudolf Brommy en la batalla de Heligoland. En junio de 1852, fue transferido a la Armada Prusiana y utilizado como buque cuartel en Danzig. En mayo de 1880, fue dado de baja de la Armada Prusiana y, en julio de 1880, fue hundido como buque objetivo.

## En el cine
La financiación y la primera travesía del Britannia fueron elementos clave de la trama de una película de la Warner Brothers estrenada en 1941 con el título de Atlantic Ferry en el Reino Unido y Sons of the Sea en Estados Unidos.